# El Tío Cayetano
El Tío Cayetano fue una publicación periódica fundada por el novelista José María de Pereda en 1858 y por Antonio L. Bustamante, el doctor Juan Pelayo (tío de Marcelino Menéndez Pelayo) y Sinforoso Quintanilla en Santander (Cantabria, España).
La publicación tuvo dos épocas, la primera desde el 5 de diciembre de 1858 hasta el 6 de marzo de 1859, en que desapareció por problemas económicos, mientras que la segunda época va del 9 de noviembre de 1868 al 20 de junio de 1869. El resurgimiento de la publicación diez años después de su primera etapa se debió al clima político que vivía el país después de la Revolución de septiembre de 1868 en la que se destronó a la reina Isabel II de Borbón y su dinastía.
El nombre de la publicación le viene dado por un personaje popular de la ciudad en aquella época, un mendigo conocido por su afición al vino y de nombre Cayetano de Noriega, o Tío Cayetano. En su primera época el semanal El Tío Cayetano tenía como subtítulo Periódico de chispa, redactado sobre un Tonel. / Se suscribirá probablemente en la bodega de "Baco de Rioja", calle de la "Mona", esquina a la del "Cuero"; a partir del segundo número el subtítulo fue Periódico de chispa, redactado sobre un Tonel y los datos reales para la suscripción. En la segunda etapa el subtítulo decía simplemente Segunda época. En la segunda etapa llevó en su encabezado una ilustración con la apariencia del personaje Tío Cayetano.
El Tío Cayetano salía los domingos al precio de un real (8 reales la suscripción trimestral) en su primera época, y un real (cuatro reales la suscripción de un trimestre, seis fuera de Santander) en la segunda época. Constaba de cuatro páginas, en dos hojas, tanto en la primera como en la segunda etapa. En la primera etapa (1858-1859) salieron a la luz quince números, mientras que en la segunda (1868-1869) fueron veinticinco.
En la primera etapa el semanario llevaba uno o dos artículos en la primera página, seguido de la crónica teatral y la sección Novena. A continuación había una o dos colaboraciones en prosa o verso y el espacio restante (de haberlo) estaba ocupado por notas breves, a veces llamadas Advertencias, otras Anuncios y otras Última hora.
El formato de la segunda etapa varió ligeramente, con varios artículos, una sección de comentario de prensa (Espíritu de la Prensa) así como secciones de breves (Menudencias y Anuncios), teniendo cabida también selecciones de algunas obras literarias, fábulas, poesías... La sección Espíritu de la Prensa fue más tarde sustituida por Espíritu de las Cortes.